# Єжи Поломський
Є́жи Поло́мський (пол. Jerzy Połomski, справжнє ім'я Jerzy Pająk; 18 вересня 1933, Радом, Польща — 14 листопада 2022, Варшава) — польський естрадний співак, актор.

## Біографія
Єжи Поломський народився в сім'ї дрібного службовця, що походив із села Тимениця-Нова, за 50 кілометрів на схід від Радома. Всього було троє дітей. Жили бідно. Коли у 1945 році Єжи захотів навчатися гри на піаніно, то забракло для цього грошей. 1951 року він закінчив будівельний технікум у Радомі й мав намір стати архітектором, але вступити на відповідний факультет не вдалося. Після того один рік працював рахівником у Радомському міському управлінні каналізаційних мереж. Вступив на новостворений естрадний відділ Державної вищої театральної школи у Варшаві (причому випадково, бо там раніше, ніж в інших вишах, починалися вступні іспити, а Єжи мали призвати до армії). Був учнем Ірени Квятковської, співачок Марії Мокшицької і Ванди Вермінської, Анджея Лапіцького, Казимира Рудзького і Людвіка Семполінського, якому завдячує вибір пісні як спеціалізації. Цей же викладач порадив, щоб Єжи взяв естрадний псевдонім замість справжнього прізвища Пайонк (по-українському «павук»), бо «одні прізвища годяться для афіші, а інші — ні». Єжи дебютував 1957 року в сатиричному театрі «Сирена», згодом також виступав у сатиричному театрі «Буффо». Того ж року в Єжи Поломського був ще один дебют — на Польському радіо. Брав участь у популярних радіопрограмах з циклу «Полудник з мікрофоном» («Podwieczorek przy mikrofonie»).
У 1981–1983 роках жив у США.

## Про творчу діяльність
Музичний стиль Єжи Поломського відзначається ліризмом, емоційністю та задушевністю, співак має багатий тембр голосу. У доборі репертуару відіграє велику роль мелодика і тональність твору.
У шістдесятих — сімдесятих роках XX століття Поломський виконував пісні, що стали хітами: Cała sala śpiewa — «Весь зал співає», «Водовіз», Komu piosenkę? — «Кому пісню?», Daj — «Дай», Bo z dziewczynami — «Бо з дівчатами» та інші. В його репертуарі також є популярні довоєнні пісні, зокрема авторства Єжи Петерсбурзького Błękitna chusteczka — «Блакитна хусточка» (російський варіант тексту — «Синий платочек») і To ostatnia niedziela — «Це остання неділя» (російський варіант тексту — «Утомленное солнце»). Єжи Поломський мав концертні тури у Великій Британії, Данії, Чехословаччині, Угорщині, Югославії, ФРН, НДР, Болгарії, Румунії, Швейцарії, Голландії, Швеції, Франції, на Кубі і в СРСР. Зокрема, в серпні 1969 року він виступив у Львівському зеленому театрі (нині цього театру просто неба вже немає) і, крім інших пісень, виконав «Блакитну хусточку». Багато концертував в осередках польської діаспори США, Канади й Австралії.
У 2006 разом із групою Big Cyc («Біґ циц») співак виконав і записав на диск нову версію хіта Bo z dziewczynami. У 2007-му, після 20-річної перерви, записав нову пісню Czas nas zmienia — «Час змінює нас» (музика Марцина Нерубца, слова Яцека Цигана), до якого у 2009 році створено відеокліп (режисер Ремігій Пшеложний). У 2007-му Єжи Поломський був членом журі 44-го Міжнародного фестивалю польської пісні в Сопоті.
Упродовж більш ніж п'ятдесяти років Єжи Поломський активно виступав. Для прикладу, з 5 лютого 2010 по 4 вересня 2011 він дав 37 концертів у Польщі. В інтерв'ю Едварда Гулевича співак сказав: «І далі йдуть мені на користь добрий гумор і усмішка. Ніхто мені не відбере того, що прожито. Від долі я маю набагато важливішу, ніж гроші, нагороду — оплески, усмішки, листи від вдячних глядачів. Все це становить для мене великий капітал».
З нагоди вісімдесятих роковин від дня народження Єжи Поломського, 22 вересня 2013 року на Першому каналі Польського телебачення TVP1 всю програму «Що це за мелодія?» (Jaka to melodia?) присвячено творчості ювіляра.

## Досягнення
У 1958 році, за результатами опитування радіослухачів, Єжи Поломський був за популярністю другий після Мечислава Фоґґа. У 1961-му на I Міжнародному фестивалі пісні в Сопоті посів друге місце за пісню «Водовіз» (Woziwoda). На Вітчизняному фестивалі пісні в Ополе він відзначився тричі. 1968-го здобув нагороду від тижневика «The Polish Observer» за пісню «Є балалайка» (Jest bałałajka). У 1973-му посів третє місце за пісню «Бо з дівчатами» (Bo z dziewczynami), а в 1990 році мав відзнаку за пісню «Моя молодість» (Moją młodość). Двічі (в 1967 i 1969) здобув звання «Найпопулярніший співак американської полонії» — за результатами опитування слухачів Чиказького радіо. У 1969-му став лауреатом премії від журі, а також премії від радіо та телебачення на фестивалі «Золотий Орфей» у Болгарії. У 1970 посів третє місце на Музичному кубку Європи (Coupe d'Europe Musicale) у Швейцарії, а в 1993-му здобув премію «Золотий мікрофон» Польсько-американської мистецької агенції в Нью-Йорку.

## Нагороди
- 1974 — Золотий Хрест Заслуги з нагоди ювілею Польської Народної Республіки.[9]
- 2000 — Офіцерський Хрест Ордена Відродження Польщі[10]
- 2008 — Срібна медаль «Заслужений Культурі Gloria Artis»[11].
- 20 квітня 2009 року — премія «Золотий Фридерик» за загальний доробок у творчості[12].

## Дискографія
- Podwieczorek z piosenką (dziesiątka) (Polskie Nagrania Muza, Pronit 1959) — «Полудник з піснею»
- Jerzy Połomski śpiewa (Muza, 1966) — «Співає Єжи Поломський»
- Daj (Muza, 1969) — «Дай»
- Jerzy Połomski (Muza, 1970) — «Єжи Поломський»
- Nie zapomnisz nigdy (Muza, 1972) — «Ніколи не забудеш»
- Kiedy znów zakwitną białe bzy (Muza, 1973) — «Коли знову зацвіте білий бузок»
- Warszawa moja miłość (Muza, 1974) — «Варшава — любов моя»
- W cichą noc (Muza, 1974) — «У тиху ніч»
- Bo z dziewczynami (Muza, 1975) — «Бо з дівчатами»
- Z tobą świat nie ma wad (Muza, 1976) — «З тобою світ без вад»
- Tempus fugit (Muza, 1978) — «Час проминає»
- Szeptem malowane (Muza, 1981) — «Намальоване шепотом»
- Nie płaczmy nad sobą (Pronit, 1984) — «Не плачмо над собою»
- Jak ten czas leci (Muza, 1988) — «Як той час летить»
- Moja młodość (Muza, 1993) — «Моя молодість»
- Przedwojenne przeboje (Muza, 1994) — «Довоєнні хіти»
- Bóg się rodzi (Wifon, 1994) — «Бог ся рождає»
- Kolędy i pastorałki śpiewa Jerzy Połomski (Muza, 1998) — «Єжи Поломський співає колядки і щедрівки»
- Złota kolekcja: Jerzy Połomski «Sentymentalny świat» (Pomaton EMI, 1998) — «Золота колекція: Єжи Поломський. „Сентиментальний світ“»
- Galeria polskiej piosenki: Jerzy Połomski «Nie zapomnisz nigdy» (Yesterday, 1999) — «Галерея польської пісні: Єжи Поломський „Ніколи не забудеш“»
- Platynowa kolekcja: Jerzy Połomski — Złote przeboje (Point Music, 1999) — «Платинова колекція: Єжи Поломський — Золоті хіти»
- Kolędy według Korcza: A. Majewska, J. Połomski, Ł. Prus (Polskie Radio, 2000) — «Колядки за Корчем: А. Маєвська, Є. Поломський, Л. Прус»
- Bo z dziewczynami: Polskie perły (Muza, 2003) — «Бо з дівчатами: Польські перли»
- Kolędy — Jerzy Połomski (Agencja Artystyczna MTJ, 2006) — «Колядки — Єжи Поломський»
- The best of… Nie zapomnisz nigdy (Agencja Artystyczna MTJ, 2006) — «The best of… Ніколи не забудеш»
- Platynowe przeboje: Czy ty wiesz moja mała (GM Distribution, 2007) — «Платинові хіти»
- Czas nas zmienia — singel (Stołeczna Estrada, 2007) — «Час змінює нас»

## Записи пісень
- «Błękitna chusteczka» у виконанні Єжи Поломського [Архівовано 12 жовтня 2016 у Wayback Machine.]
- «To ostatnia niedziela» у виконанні Єжи Поломського [Архівовано 5 жовтня 2016 у Wayback Machine.]
- «Bo z dziewczynami» у виконанні Єжи Поломського [Архівовано 11 жовтня 2016 у Wayback Machine.]
- «Moja miła, moja cicha, moja śliczna» у виконанні Єжи Поломського